# HSC-22
22ème Escadron d'hélicoptères de combat maritime
Le Helicopter Sea Combat Squadron Twenty Two (HSC-22 ou HELSEACOMBATRON 22), également connu sous le nom de "Sea Knights", est un escadron d'hélicoptères de combat de l'US Navy de la Base navale de Norfolk exploitant le MH-60S Seahawk et depuis 2021 le drone Northrop Grumman MQ-8C Fire Scout.

## Historique

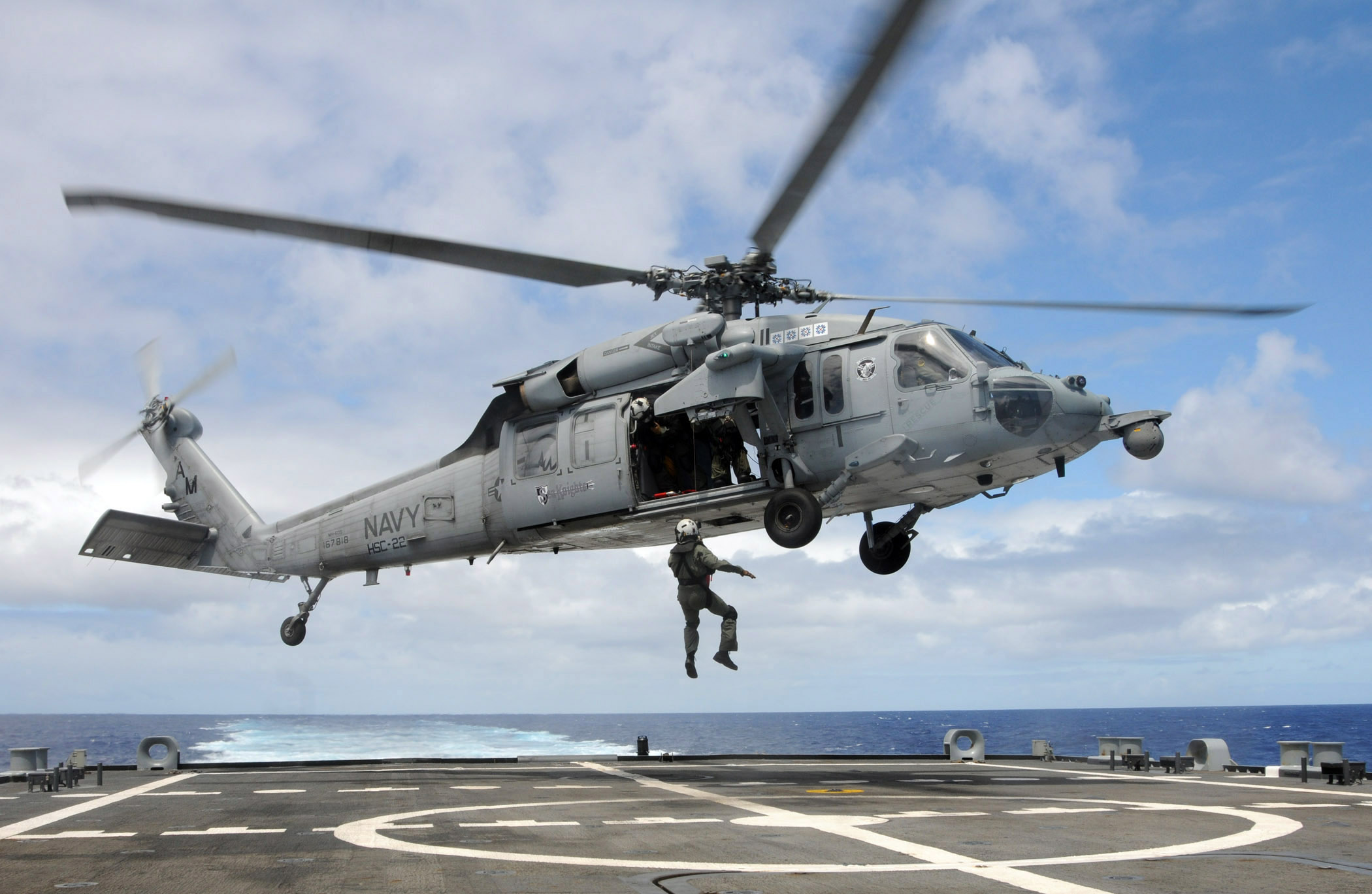
Sikorsky MH-60S Seahawk du HSC-22 sur l'USS Freedom(LSC-1) en 2010

Le HSC-22 a été créé le 29 septembre 2006 au NAS Chambers Field à Norfolk. L'escadron remplit de multiples missions, notamment le ravitaillement vertical, la recherche et sauvetage, le sauvetage air-mer et la guerre anti-surface. Il s'agit du premier nouvel escadron d'hélicoptères à a base navale de Norfolk en 22 ans. Le HSC-22 est l'escadron jumeau du HSC-23 "Wild Cards" stationné à la Naval Air Station North Island à
Coronado en Californie.
Il fait partie du Carrier Strike Group Four (CSG-4). Il est subordonné au commandant du Helicopter Sea Combat Wing, Atlantic au sein du Naval Air Force Atlantic.
Il est le premier à déployer le drone hélicoptère Northrop Grumman MQ-8C Fire Scout en opérations à partir du 12 décembre 2021. Un de ces appareils état embarqué alors à bord du USS Milwaukee (LCS-5), un Littoral combat ship de classe Freedom mis en service en novembre 2015.